# Paweł Kępka
Paweł Kępka – polski strażak i nauczyciel akademicki, nadbrygadier w stanie spoczynku doktor habilitowany inżynier Państwowej Straży Pożarnej.

## Życiorys
W 1998 uzyskał tytuł inżyniera pożarnictwa, zaś w 2000 magistra w Szkole Głównej Służby Pożarniczej (SGSP) w Warszawie. W 2007 uzyskał stopień doktora nauk wojskowych w specjalności bezpieczeństwo narodowe w Akademii Obrony Narodowej, a w 2016 stopień doktora habilitowanego nauk społecznych w zakresie nauki o bezpieczeństwie w Akademii Marynarki Wojennej im. Bohaterów Westerplatte. Od początku kariery naukowej związany jest z SGSP, gdzie pełnił między innymi funkcję kierownika Zakładu Zarządzania Kryzysowego, prodziekana Wydziału Inżynierii Bezpieczeństwa Cywilnego oraz kierownika Katedry Badań Bezpieczeństwem i kierownika Katedry Inżynierii Bezpieczeństwa.
W 2016 został wybrany na prorektora ds. naukowo-dydaktycznych i studenckich SGSP, a następnie jeszcze w tym samym roku powołany na rektora-komendanta SGSP. 6 maja 2017 został awansowany przez Prezydenta RP Andrzej Dudę do stopnia nadbrygadiera.
W kwietniu 2020, w czasie pandemii COVID-19, po wykryciu kilkudziesięciu zakażeń koronawirusem u podchorążych i stwierdzonych nieprawidłowościach w zarządzaniu uczelnią, został odwołany ze stanowiska rektora SGSP.
Jest pierwszym absolwentem Szkoły Głównej Służby Pożarniczej (SGSP), któremu nadano stopień naukowy doktora habilitowanego (2016).

## Przebieg pracy zawodowej
- od 1.01.2022 – Profesor uczelni, Akademia Marynarki Wojennej im. Bohaterów Westerplatte[6]
- 15.09.2016 – 30.04.2020 – Rektor-Komendant, Szkoła Główna Służby Pożarniczej
- 01.09.2016 – 14.09.2016 – Prorektor ds. Naukowo-Dydaktycznych i Studenckich, Szkoła Główna Służby Pożarniczej
- 01.10.2013 – 01.09.2016 – Kierownik Katedry Inżynierii Bezpieczeństwa, Wydział Inżynierii Bezpieczeństwa Cywilnego, Szkoła Główna Służby Pożarniczej
- 01.10.2010 – 30.09.2013 – Kierownik Katedry Badań Bezpieczeństwa, Wydział Inżynierii Bezpieczeństwa Cywilnego, Szkoła Główna Służby Pożarniczej
- 01.05.2010 – 30.09.2010 – Kierownik Zakładu Zarządzania Kryzysowego, Wydział Inżynierii Bezpieczeństwa Cywilnego, Szkoła Główna Służby Pożarniczej
- 04.05.2009 – 04.10.2010 – Główny specjalista, Wydział Planowania, Rządowe Centrum Bezpieczeństwa (RCB)
- 01.09.2008 – 30.04.2010 – Prodziekan Wydziału Inżynierii Bezpieczeństwa Cywilnego, Szkoła Główna Służby Pożarniczej
- od 01.10.2007 – adiunkt, Kierownik Zakładu Zarządzania Kryzysowego, Wydział Inżynierii Bezpieczeństwa Cywilnego, Szkoła Główna Służby Pożarniczej
- 2006 – 2007 – Starszy wykładowca na Wydziale Inżynierii Bezpieczeństwa Cywilnego
- 2001-2006 – Asystent na Wydziale Inżynierii Bezpieczeństwa Cywilnego
- 1998-2001 – Młodszy specjalista w Rektoracie Szkoła Główna Służby Pożarniczej

## Odznaczenia
- Medal za Ofiarność i Odwagę – 1996
- „Sapeurs Pompiers – Sauver ou Perir…” – 1999
- Brązowy Medal „Za Zasługi dla Pożarnictwa” – 2002
- Srebrny Medal „Za Zasługi dla Pożarnictwa” – 2006
- Brązowa Odznaka „Zasłużony dla Ochrony Przeciwpożarowej” – 2008
- Brązowy Medal za Długoletnią Służbę – 2010
- Honorowy medal im. płk. poż. Krzysztofa Smolarkiewicza – 2016[7]